# La Flora
La Flora, o vero Il natal de' fiori (Flora, o El nacimiento de las flores) es una ópera en un prólogo y cinco actos compuesta por Marco da Gagliano y Jacopo Peri según un libreto de Andrea Salvadori. Se estrenó el 14 de octubre de 1628 en el Teatro Mediceo de Florencia para celebrar el matrimonio de Margarita de Médici y Odoardo Farnesio, duque de Parma. Basada en la historia de Cloris y Céfiro en el Libro V de los Fastos de Ovidio, el libreto de Salvadori contiene muchas referencias alegóricas a la transferencia del poder político, la belleza de la Toscana y la fuerza de la dinastía Médici. La partitura de La Flora es una de las dos que aún se conservan en las 14 obras escénicas de Gagliano. Varias de sus arias se interpretan aún como piezas de concierto.
A principios del siglo XVII, en Italia, las obras específicamente compuestas para ser interpretadas privadamente en los teatros de la corte para ocasiones especiales de la familia real, especialmente las que implicaban un espectáculo lujoso, raramente se repetían, y La Flora no fue ninguna excepción. Sin embargo, sí que tuvo al menos una representación en tiempos modernos, en 2002 en el Teatro Comunale en Fontanellato por I Madrigalisti Farnesiani y Collegium Farnesianum dirigidos por Marco Faelli. Dos formas reducidas del libreto, bajo el título Natale de' Fiori y que tenía como objetivo una representación como ópera cómica sin música, se publicaron en Milán en 1667 (por los actores Pietro Ricciolini y Ambrogio Broglia) y en venecia en 1669 (por la actriz Domenica Costantini).

## Personajes
La Flora también incluye cinco danzas extensas (balli), una en cada acto. Los nombres de los bailarines, cantantes y músicos que intervinieron en el estreno de la ópera son en gran parte desconocidos, dejando a un lado al cantante castrato Loreto Vittori (1600-70) y el músico Andrea Falconieri, quien como Vittori habían sido importados desde Roma.
| Personaje                                                                                         | Tesitura  |
| ------------------------------------------------------------------------------------------------- | --------- |
| Imeneo (Himeneo), dios de los matrimonios                                                         | tenor     |
| Mercurio (Mercurio), mensajero de los dioses                                                      | contralto |
| Berecinzia (Cibeles), diosa de la Tierra                                                          | soprano   |
| Zeffiro (Céfiro), dios del viento del oeste                                                       | soprano   |
| Venere (Venus), diosa del amor y la belleza                                                       | soprano   |
| Amore (Amor), dios del deseo y el amor erótico                                                    | soprano   |
| Clori (Cloris), una ninfa, llamada luego "Flora"                                                  | soprano   |
| Corilla, una ninfa acompañante de Clori                                                           | soprano   |
| Pane (Pan), dios de los pastores                                                                  | tenor     |
| Lirindo, un pastor enamorado de Corilla                                                           | tenor     |
| Tritone (Tritón), un dios marino                                                                  | tenor     |
| Pasitea, Aglaia y Talìa (Pasithea, Aglaya, y Talia), las Tres Gracias                             | sopranos  |
| Plutone (Plutón), dios del Inframundo                                                             | bajo      |
| Eaco, Radamanto, y Minosse (Eaco, Radamanto, y Minos), jueces en el Hades                         | tenores   |
| Gelosia, Celos                                                                                    | contralto |
| Austro, dios del viento del sur                                                                   | tenor     |
| Borea (Bóreas), dios del viento del norte                                                         | tenor     |
| Satiro, un sátiro                                                                                 | tenor     |
| Nettuno (Neptuno), dios del mar                                                                   | tenor     |
| Giove (Júpiter), rey de los dioses                                                                | tenor     |
| Apollo (Apolo), dios de la luz y del sol                                                          | tenor     |
| Napeas, silvanos, tritones, nereidas, sátiros, cupidos, Aurae, Tempestates, y deidades infernales |           |